# Metopa spectabilis
Metopa spectabilis är en kräftdjursart. Metopa spectabilis ingår i släktet Metopa och familjen Stenothoidae. Inga underarter finns listade i Catalogue of Life.